# Les Deux Aveugles

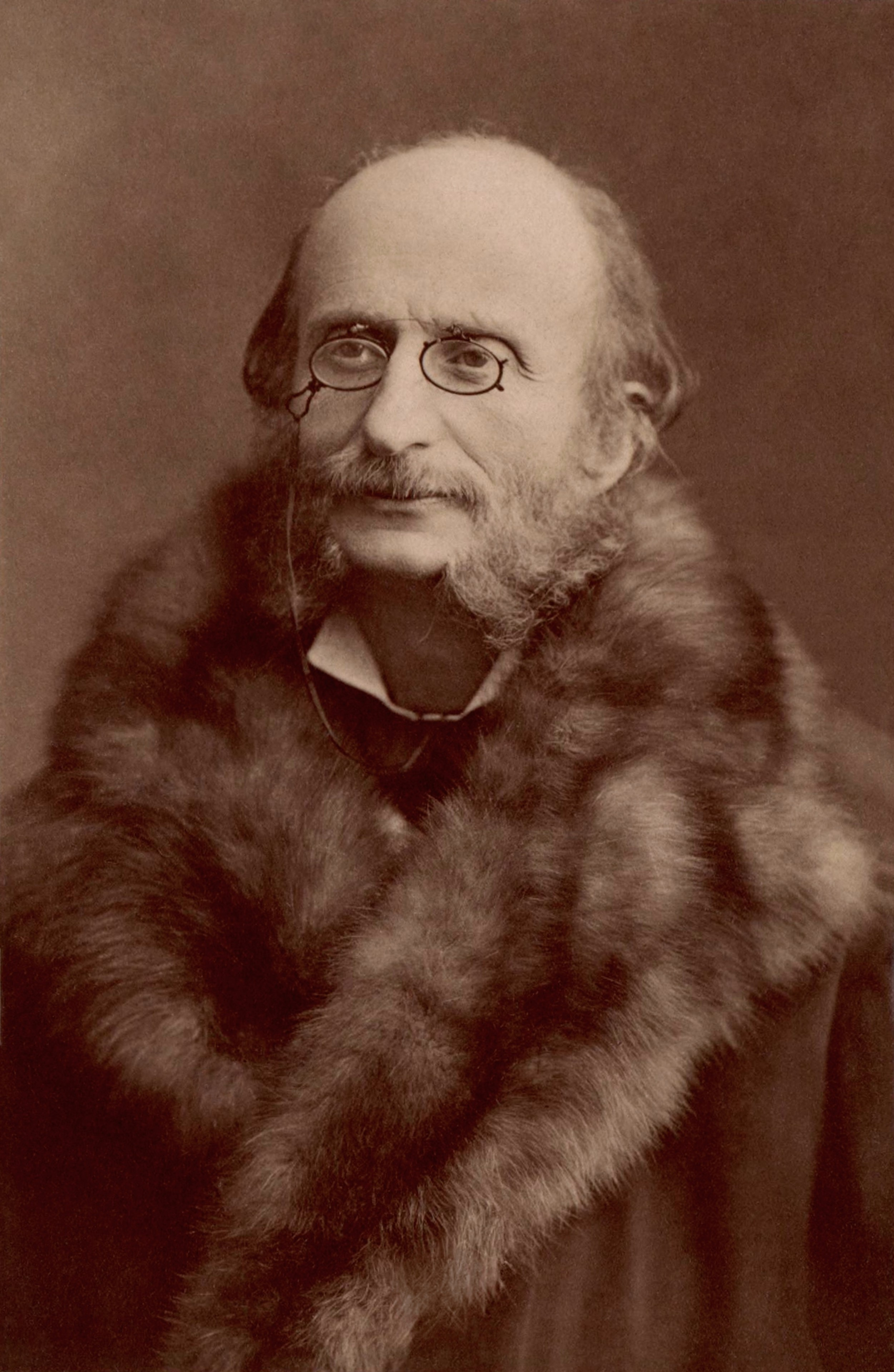
Jacques Offenbach

Les Deux Aveugles (De båda blinda) är en bouffonerie musicale (operett) i en akt med musik av Jacques Offenbach och libretto av Jules Moinaux efter dennes Les Musiciens ambulants.
Det halvtimmes långa stycket är en komisk sketch om två (förmenta) blinda tiggare och består av en ouvertyr samt fyra musiknummer. Offenbach var djärv när han tog lätt på handikappade fattiga, men han var övertygad om att hans kundkrets skulle se humorn i det hela. De flesta parisare hade plågats av tiggare i Paris gatuhörn och Offenbachs blinda tiggare var skojare snarare än socialt utstötta. Det lilla stycket blev en omedelbar succé, prisad för sina slagkraftiga melodier, och den hjälpte till att sprida Offenbachs namn och musik över världen.

## Historia

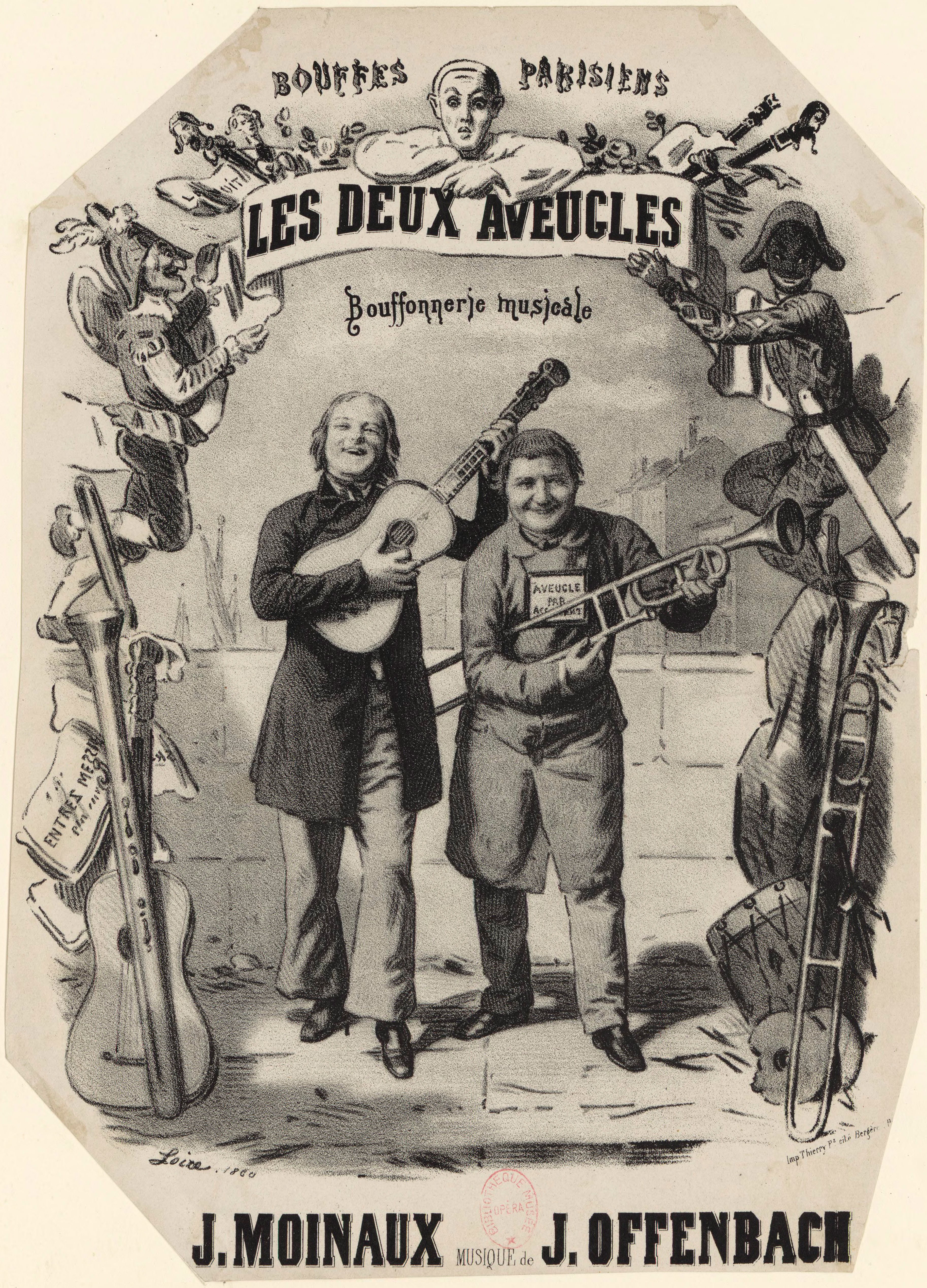
Tecknad framsida av klaverutdraget.

Les Deux Aveugles hade premiär på Offenbachs teater Bouffes-Parisiens den 5 juli 1855 i den lilla Salle Lacaze på Champs-Elysées i Paris. Teatern hade 300 platser och invigdes med föreställningen av Offenbachs lilla operett. Men det var nära premiären aldrig blev av: den inbjudna publiken som bevistade generalrepetitionen skrattade inte. Teaterns finansiär, Henri de Villemessant, fann stycket cyniskt i överkant och var rädd för publikens reaktioner. Han ville stryka det, men Offenbach vägrade. Han var övertygad om att De två blinda var en komisk fullträff. Och han fick rätt. På premiären hade den societetsbetonade publiken ofantligt roligt åt de två bedragarna, vars roller dessutom spelades av två drivna komiker. I inledningsprogrammet ingick dessutom ett lantligt idylliskt sångspel, där Offenbach fick utlopp för sin romantiskt melodiska ådra. Men det var burlesken om de två tiggarna på bron som var det stora publiknumret och som säkrade premiärens succé.
Den lilla teatern blev snart det allmänna samtalsämnet i Paris och särskilt turisterna som översvämmade staden den sommaren och som kommit för att se Världsutställningen 1855 gjorde teatern den äran. Det var utsålt kväll efter kväll och föreställningen spelades på Salle Lacaze in på hösten. Efter att Offenbachs nya vinterteater, Salle Choiseul, öppnade i december fortsatte föreställningen där. Den blev så framgångsrik att Louis-Napoléon Bonaparte bjöd in Offenbachs teatersällskap att framföra stycket inför representanter för parlamentet i Salon de Diane i Tuilerierna den 28 februari 1856. En reviderad version framfördes i Paris vid en matinégala på Opéra-Comiques andra Salle Favart den 28 maj 1858, med repris den 6 november 1900, 14 december 1910, och 12 december 1934.
Stycket spelades i Berlin på Krolloper den 10 mars 1856 och i Wien på Carltheater den 19 april, där den ingick i turnén som den franske skådespelaren Pierre Levassor på Théâtre du Palais-Royal gjorde. Det första stycket av Offenbach att framföras i Wien inspirerade sångaren Karl Treumanns fortsatta karriär. Den 27 juni 1856 framförde Levassor och hans partner Jules Lefort stycket i London, en konsertant version på Hanover Square Rooms, och den var också en del av Bouffes-Parisiens debut vid deras första Londonsäsong 1857 på St James's Theatre från 20 maj till 14 juli. Den gavs även i Antwerpen (på franska) den 21 november 1856, i New York på Metropolitan Music Hall den 31 augusti 1857, i Buenos Aires den 13 oktober 1861, och i Saigon, den första operetten att framföras där, på hösten 1864.
Les Deux Aveugles översattes till tyska av Carl Friedrich Wittmann till Zwei arme Blinde och spelades i Wien på Theater am Franz-Josefs-Kai den 26 maj 1863 och i Dresden den 19 november 1866. Den framfördes på engelska på Londons Gallery of Illustration som Beggar Thy Neighbour den 29 mars 1870, på Londons stora Gaiety Theatre som A Mere Blind (översatt av H. B. Farnie och Fred Sullivan) den 15 april 1871, och av Harry Rickards teaterkompani på School of Arts i Sydney, Australien, som The Blind Beggars den 9 september 1873. Opéra de Monte Carlo framförde den på franska den 7 maj 1902, och Londons Ambassadors Theatre, den 11 maj 1914 (också på franska). Den hade blivit en av Offenbachs mest framgångsrika enaktare.

## Efterföljande verk
Med Les Deux Aveugles blev Offenbach favoriten i Andra franska kejsardömets Paris. Hans senare verk skulle fortsätta att göra narr av dåtidens seder, dock utan att stöta sig med någon del av publiken. Offenbachs tidiga operetter var småskaliga enaktare, emedan lagen i Frankrike begränsade musikaliska teaterstycken till enaktsstycken med högst tre sångare, eventuella några stumma karaktärer och inga körer.
1857 fick Offenbach dispens att kringgå lagen tack vare stöd av hertigen av Mornay, halvbror till kejsare Napoleon III. 1858 ändrades lagen och det låg Offenbach fritt att skriva helaftonsföreställningar med början i Orfeus i underjorden.

## Musiken

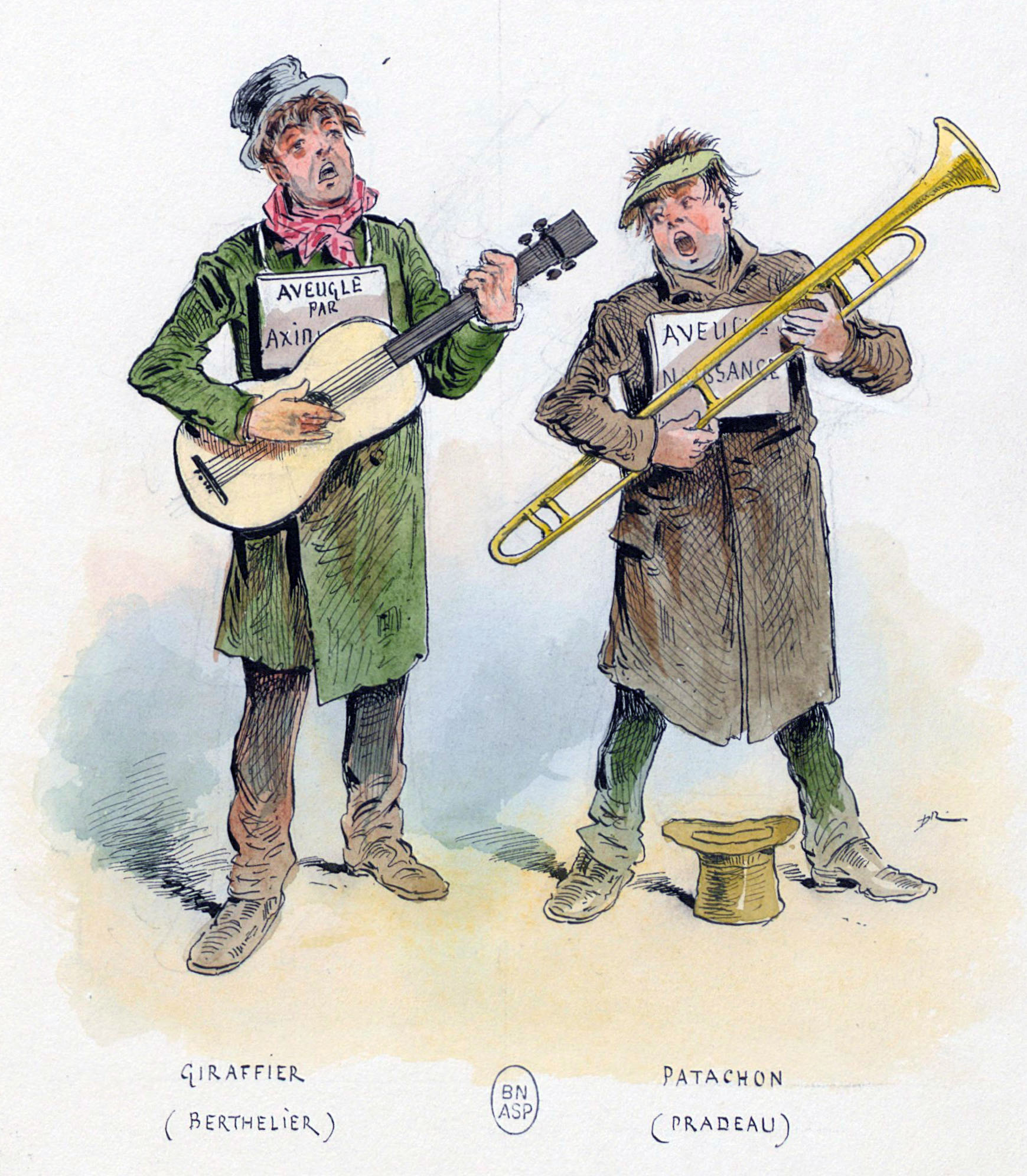
Berthelier som Giraffier och Pradeau som Patachon.

Operetten är väldigt kort: bara fyra musiknummer, inklusive finalen. Efter ouvertyren (bestående av teman från nr 2 och nr 3) inleds handlingen på en bro i Paris. Nr 1 är en parodi på romans, en burlesk klagan över de blindas olyckor och där trombonens punkteringar vittnar om ironin som Offenbach visar fram (de båda blinda personerna är musiker: Patachon spelar trombon och Giraffier gitarr). Här återfinns även det första fröet till den berömda "Roi barbu qui s'avance, -bu qui s'avance" från Sköna Helena (1864) i "Faux né-, faux né-cessiteux" i nr 1.
Nr 2 är en kamp i musik mellan Giraffier och Patachon, den förste sjunger en stel romans i moll (Justinien, ce monstre odieux), den andra en pastoral och glad air i dur (Sur le pré fleuri). Offenbach balanserar skickligt de två separata melodierna, skiljer dem åt (för en mer komisk och kontrasterande effekt) och låter dem glida in i varandra.
Nr 3 är verkets "clou": boleron, som snabbt kom att bli mycket känd och skulle föra denna musikform, till och med innan galoppen blev känd genom Orfeus i underjorden, till rangen som obligatorisk ingrediens i Offenbachs första scenverk (till exempel boleron i Tromb-al-ca-zar ou les Criminels dramatiques). Det är en duett mellan Giraffier (som huvudsakligen sjunger) och Patachon, där de två försöker locka pengar av förbipasserande.
Nr 4 är en parodisk final - med direkta citat från Giacomo Meyerbeers opera Robert le Diable (1831). Orden mumlas fram och det hela är en uppmaning till gudarna att den av de två som vinner kortspelet får ta över bron själv. En melodram ackompanjerar kortspelet. Skojarna börjar bråka men avbryter det hela då en ny person korsar bron varpå de börjar sjunga boleron (nr 3) på nytt.

## Personer
| Roller    | Röststämma | Premiärbesättning, 5 juli 1855 (Dirigent: Jacques Offenbach) | Reviderad version, 28 maj 1858 (Dirigent: Giannini) |
| --------- | ---------- | ------------------------------------------------------------ | --------------------------------------------------- |
| Giraffier | tenor      | Jean-François Berthelier                                     | Jean-François Berthelier                            |
| Patachon  | tenor      | Étienne Pradeau                                              | Charles-Louis Sainte-Foy                            |